# Pseudopaludicola parnaiba
Pseudopaludicola parnaiba es una especie de anfibio anuro de la familia Leptodactylidae.

## Distribución geográfica
Esta especie es endémica del estado de Piauí en Brasil. Se encuentra en el municipio de Ribeiro Gonçalves.

## Etimología
El nombre de la especie se dio en referencia al hábitat de esta especie, las orillas del río Parnaíba.

## Publicación original
- Roberto, Cardozo & Ávila, 2013: A new species of Pseudopaludicola (Anura, Leiuperidae) from western Piauí State, Northeast Brazil. Zootaxa, n.º 3636, p. 348–360.[2]